# (605499) Крупко
(605499) Крупко (лат. Krupko) — астероид главного пояса, который был обнаружен 30 августа 2011 года российскими астрономами Тимуром Крячко и Борисом Сатовским на Зеленчукской станции. Астероид назван в честь сибирского астронома, директора и одного из основателей Омского планетария Владимира Крупко. Он популяризирует астрономию посредством книг, статей и телевизионных шоу, а также организует экспедиции в кратер Жаманшин в Казахстане.

## Орбита

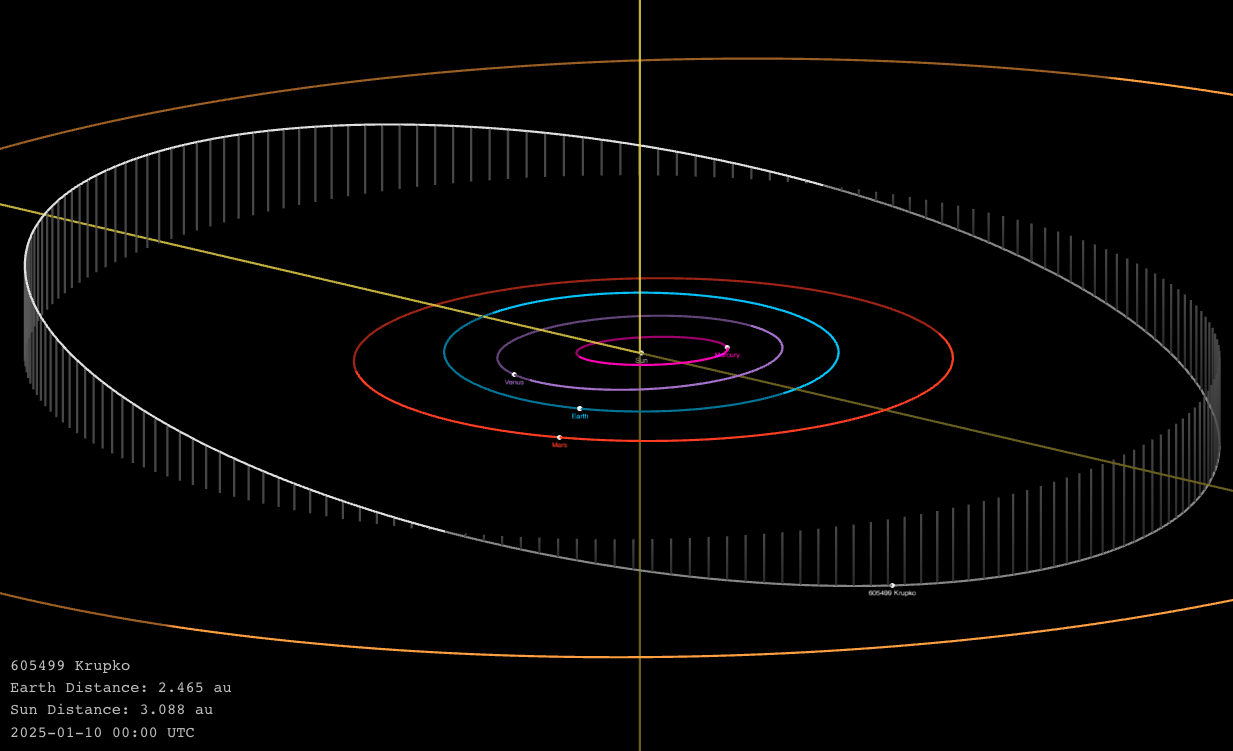
Орбита астероида Крупко и его положение в Солнечной системе